# Cartorhynchus lenticarpus
Il cartorinco (Cartorhynchus lenticarpus) è una specie di ittiosauriforme. Visse nel Triassico inferiore (Olenekiano, circa 248 milioni di anni fa) e i suoi resti fossili sono stati ritrovati in Cina. È considerato un possibile anello di congiunzione tra i rettili diapsidi terrestri e gli ittiosauri.

## Descrizione
Questo animale è il più piccolo ittiosauriforme noto. La lunghezza dell'unico esemplare noto (privo di gran parte della coda) è 21,4 centimetri; la lunghezza totale del corpo è stimata in circa 40 cm, se si assumono le proporzioni della coda degli ittiotterigi basali. In generale, la forma del corpo mostra un animale dalla testa grossa, orbite piuttosto grandi, muso corto e appuntito, zampe già trasformate in strutture simili a pagaie e corpo moderatamente allungato.

### Autapomorfie
Cartorhynchus possiede alcune autapomorfie. Il muso è lungo solo metà del resto del cranio; lo ioide è molto grande; la zampa anteriore è fortemente ricurva posteriormente; gli arti posteriori sono ricurvi anteriormente; costole robuste, con spazio intercostale prossimale più stretto delle costole; scapola più ampia distalmente che prossimalmente; carpo e tarso sono costituiti da piccole ossificazioni ampiamente distanziate; solo tre dita ossificate nella mano; gastralia privi di elemento mediano. Tra le altre caratteristiche di Cartorhynchus vi sono la mandibola profonda, il tronco più breve rispetto a quello degli ittiotterigi (mancano almeno cinque vertebre), un forame pineale molto grande, un'interclavicola a forma di croce e le parapofisi confluenti con il margine anteriore vertebrale.

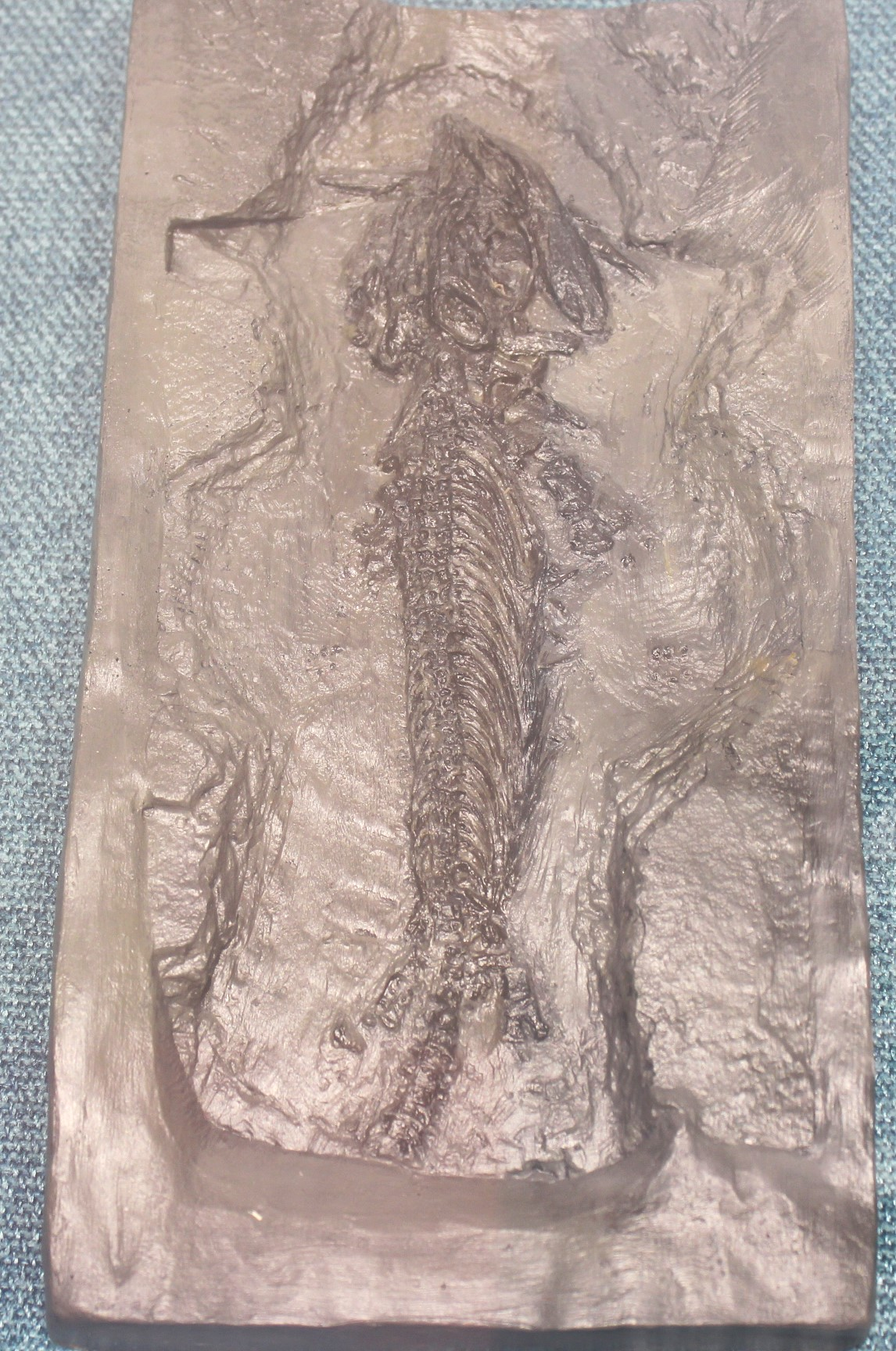
Olotipo di Cartorhynchus lenticarpus

### Scheletro assiale
Lo scheletro assiale di Cartorhynchus era molto robusto; le costole erano ispessite (pachiostosi) e lo spazio intercostale era molto limitato. Al contrario, in ittiotterigi primitivi come Chaohusaurus lo spazio intercostale prossimale era circa il doppio delle costole. In ogni caso, la pachiostosi nelle costole di Cartorhynchus non era così accentuata come invece avviene in altri vertebrati adattatisi alla vita acquatica (ad esempio i pachipleurosauri e i sirenidi). Questo fenomeno, pur essendo diffuso nei rettili marini basali, scomparve all'interno del clade degli ittiotterigi per poi riapparire nel genere Mollesaurus del Giurassico medio. Delle 31 vertebre presacrali, 5 sembrano essere cervicali. Gli ittiotterigi hanno un corpo allungato con 40-80 vertebre presacrali tranne Chaohusaurus geishanensis, che ne ha circa 36. I rettili terrestri attuali dagli arti ben sviluppati possiedono 16-36 vertebre presacrali (la norma è 24). Cartorhynchus è all'interno di questo intervallo da rettile terrestre.

### Cranio
Il muso di Cartorhynchus era stretto ma non allungato; la lunghezza della parte preorbitale rispetto a quella totale del cranio era più corta che nella maggior parte dei diapsidi terrestri. Nonostante il muso corto, la premascella era allungata, e la narice esterna collocata posteriormente. Le ossa nasali di Cartorhynchus si estendono anteriormente fino alla punta del muso, al contrario della maggior parte dei rettili. Ciò significa, quindi, che negli ittiosauriformi l'allungamento delle ossa nasali e l'arretramento delle narici esterne precedette l'allungamento dell'intero muso. Il fossile non conserva traccia di denti, ma è comunque presente un solco dentale almeno sul ramo destro della mandibola, analogamente a quanto si osserva nell'enigmatico Hupehsuchus, anch'esso privo di denti. 

### Zampe
Le zampe erano già trasformate in strutture simili a pinne, di dimensioni insolitamente grandi e dalla struttura simile a quella delle foche (con la possibilità di flettere il carpo dorsoventralmente in assenza di un gomito funzionale). La distanza tra zeugopodio (tibia/fibula e ulna/radio) e metapodio (metacarpo e metatarso) è insolitamente grande; ciò suggerisce la presenza di elementi cartilaginei nell'animale in vita. Questi elementi sono presenti solo in Chaohusaurus tra gli ittiotterigi noti. La distanza carpale è ancora più notevole rispetto a quella presente in un esemplare di Chaohusaurus, in cui gli elementi cartilaginei laterali e mediali si sono ossificati. 

## Classificazione
Cartorhynchus lenticarpus venne descritto per la prima volta nel 2014, sulla base di un esemplare quasi completo, ritrovato nella formazione Nanlinghu nella Provincia di Anhui, in Cina. Il nome generico deriva dal greco e significa "muso accorciato", mentre l'epiteto specifico, lenticarpus, deriva dal latino e significa "dal polso flessibile". 
Analisi filogenetiche presenti nello studio (Motani et al., 2014) indicano che Cartorhynchus è il membro più basale di un clade (Ichthyosauriformes) comprendente anche gli ittiotterigi basali (Chaohusaurus, Parvinatator, Utatsusaurus, Grippia e Gulosaurus) e gli ittiosauri veri e propri. A sua volta, gli ittiosauriformi sarebbero il sister group degli enigmatici Hupehsuchia (Hupehsuchus, Nanchangosaurus, Parahupehsuchus) all'interno del clade Ichthyosauromorpha. Non è chiaro se l'esemplare di Cartorhynchus appartenesse a un individuo giovane; in ogni caso, le caratteristiche uniche lo distinguono dagli altri ittiotterigi primitivi presenti nello stesso giacimento. 

## Paleobiologia
Alcune caratteristiche di Cartorhynchus hanno indotto i paleontologi a pensare che avesse un modo di vita anfibio, e che fosse in grado di spostarsi (forse per brevi tratti) anche sulla terraferma. Tutti i successivi ittiotterigi (e ittiosauri) non erano in grado di ritornare sulla terraferma. Cartorhynchus può essere quindi considerato la prova del passaggio dalla terra all'acqua nei rettili diapsidi. Questo passaggio deve essere avvenuto piuttosto velocemente (in circa un milione di anni); questa ipotesi è corroborata dalla presenza di fossili di ittiotterigi basali (Chaohusaurus) completamente adattati al mezzo acquatico negli stessi terreni in cui è stato ritrovato il fossile di Cartorhynchus. 
Le orbite di Cartorhynchus, benché relativamente grandi, non erano più grandi di quelle di alcuni diapsidi terrestri arcaici, come Araeoscelis. Rispetto agli ittiotterigi, Cartorhynchus possiede anzi un anello sclerotico ridotto, e ciò indica che questo animale possedeva un minor grado di adattamento alla visione subacquea. Il muso corto e stretto suggerisce che, quando Cartorhynchus spalancava le fauci sott'acqua, la pressione dell'acqua creava una sorta di risucchio all'interno della cavità orale. Si suppone quindi che Cartorhynchus si cibasse "risucchiando" piccole prede; questo comportamento è suggerito anche dal grande e robusto iobranchiale e dalla bocca priva di denti. Le costole pachiostotiche di questo animale potevano fungere da zavorra quando Cartorhynchus scendeva nelle acque basse nei pressi della riva per nutrirsi.